# Batalla de Koziatyn
La batalla de Koziatyn (también conocida como la incursión de Koziatyn o cerco de Koziatyn) se desarrolló entre el 25 y el 27 de abril de 1920, y fue una de las incursiones más espectaculares de la caballería polaca, o Kawaleria, en polaco, durante la guerra polaco-soviética. Como resultado de la maniobra en pinza con una profundidad de 160 kilómetros detrás de la línea del frente, el Ejército polaco tomó la estratégicamente importante pueblo de Korosten. El pueblo, nudo ferroviario principal y depósito de suministros del Ejército Rojo, fue tomado por los polacos con muy pocas pérdidas.
La batalla, junto con la similar Incursión de Korosten, tuvo como resultado la completa desorganización del 12º y 14º Ejército Soviético en el Frente Sudoccidental. Los soviéticos perdieron aproximadamente dos divisiones y una gran cantidad de material bélico, y cerca de 8000 soldados soviéticos cayeron prisioneros. Esto permitió a las fuerzas polacas la captura poco después de Kiev. La maniobra fue acogida por las academias militares alrededor del mundo como un ejemplo de ejecución de ofensiva relámpago anterior al advenimiento de la guerra de tanques.

## Antes de la batalla
En los primeros meses de 1920 el estado mayor polaco se dio cuenta de que tenía fuerzas insuficientes para un enfrentamiento en gran escala contra los Soviets en todos los frentes de la Guerra Polaco-Soviética. Para neutralizar la amenaza de una ofensiva en gran escala por parte del Ejército Rojo, el Estado Mayor polaco preparó un ataque preventivo en el sur en dirección a Kiev. El objetivo era crear un gran espacio operacional en la parte sur del frente y permitir a los polacos mover parte de sus fuerzas de la zona norte, hacia Bielorrusia, mientras dejaban el flanco asegurado por las fuerzas de Symon Petliura de la extinta República Nacional Ucraniana, aliada de Polonia en ese momento. Con objeto de neutralizar la gran desproporción en hombre en favor de los soviéticos, los polacos crearon una numerosa unidad de solo caballería, que atacaría el costado del 12.º Ejército Soviético y el 14.º Ejército Soviético, rompiendo sus defensas y cercando a un gran número de tropas enemigas entre la línea del frente y una bolsa de resistencia creada detrás de él.
Esta unidad se llamó la División de Caballería Polaca, que incluía unidades retiradas de otros frentes. Estuvo al mando del general Jan Romer, y se inició su formación a principios de abril, dos semanas antes de la planeada ofensiva. La primera unidad en ser transferida al frente sur fue la 5º Brigada de Caballería Polaca, trasladada al área el 12 de abril. La 4.º Brigada de Caballería Polaca llegó poco después. Aunque ambas brigadas estaban incompletas y mal equipadas, formaban una considerable fuerza para los estándares de la época. Sin embargo, todas las subunidades hasta ese momento habían combatido por separado y no tuvieron tiempo para entrenarse coordinadamente. Finalmente, el mando de la nueva división tenía experiencia en Estado Mayor, pero no en caballería.

## Fuerzas enfrentadas
Las unidades polacas estaban formadas por la División de Caballería junto con diversos pequeños destacamentos. La división estaba compuesta por 192 oficiales y 6.260 soldados y suboficiales, así como de 5881 caballos. Estaba equipada con solo 8 cañones rusos de 3 pulgadas (76 mm) y 8 italianos de 75 mm, así como de 69 ametralladoras de diversos calibres. La retaguardia de la división estaba protegida por la 15.ª División de Infantería polaca, que seguía al asalto de caballería, y la reemplazó tan pronto el pueblo fue tomado y asegurado. Los defensores soviéticos eran la 44.ª División de fusileros y la 58.ª División de Fusileros, así como varios elementos pertenecientes tanto el 12.º como al 14.º ejércitos soviéticos.

## La incursión

### Movimientos iniciales
El asalto se inició el 25 de abril a las 4 de la mañana. El 9.º Regimiento de Ulanos ayudado por elementos del 14.º Regimiento de Ulanos y el 4.º Batallón de artillería montada cruzaron el río Sluch y formaron la punta de lanza de la ofensiva. A estos siguieron el resto del 14.º Regimiento, el 8.º, 1.º y 16.º Regimiento de Ulanos, así como el 2.º Regimiento de Caballería Ligera, con el 4.º y 5.º Regimiento de Artillería Montada. Inicialmente no hubo contacto con el enemigo ya que el camino discurría por un espeso bosque y la caballería avanzaba a buen paso, con la artillería muy a la retaguardia.
Los primeros enfrentamientos tuvieron lugar a las 8 de la mañana, cuando el 9.º Regimiento llegó al pueblo de Prutiyka (hoy en el Óblast de Zhytomyr), desde donde fue atacada con ametralladoras de la brigada de la 17.ª División de Caballería soviética (compuesta de los regimientos 94.º y 100.º, con 800 hombres armados). El jefe del 9.º Regimiento, el Rotmistrz (equivalente a capitán) Józef Dunin-Borkowski ordenó a su unidad el asalto a la población. el 2.º Escuadrón asaltó el pueblo a pie, mientras el 1.º escuadrón rodeaba por el sur y atacó por la retaguardia. Sin embargo, el asalto polaco fracasó y los rusos contraatacaron el ala izquierda polaca con una carga de caballería. Fueron repelidas dos cargas de caballería por el fuego de las ametralladoras polacas. El resultado fue un punto muerto, en las que ninguno de los contendientes tenía capacidad de derrotar al otro. El general Romer ordenó a la artillería bombardear el pueblo para ayudar el 14º regimiento en el asalto. Finalmente las defensas soviéticas se rompieron y permitieron a los polacos avanzar. Las fuerzas soviéticas se retiraron hacia el sudeste donde fueron interceptados por el 1.erescuadrón el 9.º Regimiento, y forzados a retirarse más al este.
Después de hora y media de descanso, se retomó la marcha. En el pueblo de Tartak Cudenovski una compañía de ingenieros soviéticos fue sorprendida en trabajos de construcción, rindiéndose sin casi pegar un tiro. De la patrulla del 14.º regimiento con un pelotón de artillería se movió para asegurar el flanco sur a lo largo del río Teterev, y vadearlo en el pueblo de Nova Rudnia (hoy en el Óblast de Zhytomyr). Después de otro descanso, a las 5:30 de la tarde al asalto continuó. Poco antes de la media noche la División alcanzó el pueblo de Rudnial, y pasó allí la noche para descansar. Toda vez que se suponía que el enemigo ocupaba el cercano pueblo de Troyanivka ((hoy en el Óblast de Khmelnytsky), se ordenó a las tropas permanecer en silencio. Durante el primer día de ofensiva, las unidades polacas avanzaron unos 80 kilómetros detrás de las líneas soviéticas sin alertar al enemigo.

### Segundo día
Al final del día siguiente, las fuerzas polacas tenían planeado alcanzar los alrededores del pueblo de Koziatyn y avanzar cruzando los pueblos de Gvozdkovo, Siemiaki, Skakovka, Krasivka y Bialopol. La vanguardia del segundo día estaba compuesta por el 1.º Regimiento de Ulanos y una batería del 5.º Batallón de artillería. La fuerza principal estaba seguida por los restos de las brigadas 5.º y 4.º, y en retaguardia el 9.º Regimiento de Ulanos protegiendo el tabor de la división. Además, ya que el elemento sorpresa perdió mucho de su significado, el mando polaco despachó numerosas patrullas para encontrar el enemigo y enlazar con la 15º División de Infantería, que avanzaba lentamente siguiendo la punta de lanza. La división reinició su avance a las 4 de la mañana. Después de cruzar el río Gniloplat, la vanguardia alcanzó el camino en relativamente buen estado, lo que permitió el rápido avance de las fuerzas polacas. El general Romer ordenó a la caballería avanzar dos tercios del camino al trote (10 minutos de trote, 5 minutos de parada). A las 7:30 la vanguardia había alcanzado las estaciones de tren de Reja y Siemianki, en la línea de ferrocarril que une Koziatyn con Zhytomyr. Con objeto de prevenir la recaptura de Koziatyn por parte de los soviéticos con un tren artillado, ambas estaciones, las líneas férreas y las líneas telegráficas fueron destruidas. Los polacos procedieron a internarse en el territorio controlado por los soviéticos después de reorganizarse en una hora de descanso.
Sobre el mediodía los Tabores fueron atacados por trenes artillados mientras cruzaban la línea de ferrocarril cerca de Siemianki. Los carros polacos tuvieron que retroceder para alejarse del alcance de la artillería soviética, y que los servidores de las baterías montadas en el tren dejasen de ver los efectos del fuego. Sin embargo, al mismo tiempo el 9.º Regimiento de Ulanos consigue volver y asaltar el tren desde otro lado de las vías. El tren se retira, permitiendo a los polacos avanzar. A pesar de que la escaramuza fue dura y el fuego de artillería usado por ambos lados, las bajas polacas fueron despreciables: un soldado y varios caballos muertos y varios conductores de carros fueron heridos.
Durante la escaramuza, un caza polaco apareció sobre el campo de batalla. Viendo a los carros polacos retirarse, el piloto volvió a la base e informó que los polacos se retiraban y eran duramente derrotados. Mientras tanto, el avance polaco se volvió a iniciar. El general Romer ordenó a un pelotón del 1.º Regimiento de Ulanos dejar la ruta principal y seguir los caminos en dirección a Zhytomyr. La unidad alcanzó un puente ferroviario de madera y lo tomó por sorpresa. El puente fue destruido sin pérdidas, y la unidad volvió con la fuerza principal.

## Asalto a Kosiatyn

### La carga
Sobre la 1 de la tarde las primeras tropas alcanzaron el pueblo de Bialopole, donde el cuartel general de la división preparó el asalto en las cercanías el pueblo de Koziatyn. El encuentro con el tren artillado retrasó el avance y los últimos elementos de la división polaca solo pudieron llegar a las 3 de la tarde. El general Romer decidió trasladar sus tropas por el tupido bosque al norte de Koziatyn, tomando el pueblo de Jankovce y entonces ordenar una carga de caballería en terreno abierto, entre el pueblo y el bosque. Las tropas de caballería polaca tuvieron que desmontar y asaltar ambas estaciones de tren a pie, la de pasajeros y la de carga, usando tácticas clásicas de infantería.
La carga de caballería debió de iniciarse antes del anochecer, en formación abierta en un intento de minimizar las pérdidas frente a las ametralladoras y fuego de artillería enemigo. La estación de carga fue asaltada por el 14.º regimiento (la parte este), el 1º Regimiento (parte central) y el 16.º Regimiento (parte occidental), mientras que la estación de pasajeros fue atacada por el 2.º Regimiento de Caballería Ligera al completo. Todos los regimientos fueron reforzados con pelotones de infantería montada, mientras que el 8.º y 9.º Regimiento de Caballería quedaron en reserva.
La 4.º Brigada fue la primera en dejar Bialopole, apoyada por el 2.º Regimiento de Caballería Ligera. El resto de la división descansó en el pueblo de Vernyhororek y esperaron a la 4º Brigada a la llegada del borde del bosque. Sin embargo, el jefe de la 4.º Brigada, el mayor Tadeusz Sulimirski, ignorando las órdenes del general Romer y teniendo sus hombres desmontados, preparó un asalto de infantería a lo largo de más de un kilómetro de terreno abierto. Romer consiguió llegar a la 4.º Brigada y dio una contraorden a Sulimirski, pero un tiempo precioso había sido perdido, estando los soldados preparados solo a las 8:30 de la tarde. Romer, temiendo un ataque ruso que desbaratase las unidades polacas, se vio obligado a cambiar sus planes. Poco más tarde se inició la carga, y los polacos irrumpieron dentro de la ciudad en una columna.
Mientras que las afueras de la ciudad estaba completamente indefensa, la resistencia se intensificó al alcanzar los polacos el centro. El 2º Regimiento de Caballería Ligera desmontó y asaltó la estación ferroviaria de pasajeros, que estaba fuertemente defendida por la infantería y por un tren artillado. Cuando los polacos fracasaron en la toma de las estación por sorpresa, el oficial al mando del regimiento, el Porucznik (equivalente a primer teniente) Karki, solicitó el apoyo de la artillería y ordenó retirarse a sus hombres. Una corta andanada de artillería permitió a los polacos capturar varios edificios, trenes de suministros y un tren hospital. A pesar de la completa oscuridad que cubrió la batalla, Karski ordenó a sus hombres retirarse y reiniciar el asalto por la mañana. Durante toda la refriega, el 2º Regimiento perdió un oficial y aproximadamente una docena entre muertos y heridos.
Al noreste se encontraba un gran almacén ferroviario de carga, de unos 2 kilómetros de largo junto a dos líneas férreas. A las 9:30 de la mañana, el 16º Regimiento de Ulanos asaltó por el franco derecho y consiguió cruzar la valla. A pesar del intenso fuego de ametralladoras, los soldados polacos consiguieron alcanzar los primeros edificios y neutralizar las ametralladoras en la plataforma con granadas. Esto permitió que el 16º Regimiento tomara la estación principal y alcanzase el puente en dirección a la estación de pasajeros. El asalto fue postergado para la mañana siguiente. Pronto el 2º Regimiento ligero y el 1º Regimiento de Ulanos se unió al 16º y la línea de frente polaca se estableció a lo largo de 400 metros en el camino de Koziatyn a Kiev. El 14.º Regimiento pronto se unió al resto de las fuerzas polacas, reforzando el ala izquierda.
A media noche un escuadrón el 14.º Regimiento, ayudado por una sola ametralladora pesada, inició una salida en dirección a la rotonda de locomotoras. El asalto tuvo éxito y a las 02:30 de la mañana el edificio estaba en manos polacas. Sin embargo, una hora después los rusos contraatacaron, forzando a las 5:30 retirarse a los polacos a sus líneas, con pérdidas por ambos bandos.

### Toma final
Al no haber podido tomar la División de Caballería la estación de tren del pueblo por la noche, a las 6 de la mañana se ordenó un asalto total. Todo el 14º regimiento asaltó la rotonda de locomotoras, apoyado por una batería del 4º Batallón de Artillería Montada. El 14.º Regimiento fue seguido por los extenuados soldados del 16.º y 1.º Regimiento de Ulanos, que se pasaron la mayor parte de la noche luchando contra el tren blindado soviético. Al estar la estación llena de vagones, coches y todo tipo de paquetes y piezas de equipo militar, las unidades de ambos lados se separaron en pequeños grupos luchando por cada coche ferroviario y por cada sección de vía. Al mismo tiempo, la rotonda de locomotoras fue finalmente asegurado y el 11.º Regimiento tomo la parte sur de la estación, presionando a los enemigos hacia dentro del bosque. Esto terminó la lucha en la estación de carga y pequeños grupos de soldados enemigos fueron rodeados y una gran parte se rindió rápidamente.
Simultáneamente, los polacos retomaron el asalto a la estación de pasajeros. El edificio principal era el bastión defendido con cerca de 2000 soldados del Ejército Rojo. Esta vez el 2.º Regimiento de Caballería Ligera estuvo reforzado por el 9.º Regimiento de Ulanos y el 7.º Batallón de Artillería Montada. Después de una corta andanada de metralla en el patio, los polacos pudieron alcanzar el edificio y atacarlo con granadas. Esto forzó a los soviéticos a rendirse. El cansado 2.º Regimiento lo aseguró, mientras que el 9º Regimiento continuó el asalto, teniendo una refriega con el tren blindado. Debido a la proximidad de los combates, ninguna de las partes desplegó la artillería, y el tren finalmente fue forzado a retirarse bajo un intenso fuego polaco de ametralladoras.
Estas unidades luchando en la estación, pronto fueron reforzadas por el 14º Regimiento de Ulanos, que hasta el momento luchaban por los almacenes de carga. El regimiento asaltó a los soviéticos desde el este, finalmente forzándolos a rendirse. A las 7:45 de la mañana, el pueblo y la estación de Kosiatyn estaba en manos polacas. Para el final del día, los primeros elementos de la 15º División de Infantería llegó para relevar a los cansados Ulanos. Para el 30 de abril la totalidad de la División había sido retirada. Hasta ese momento, el 8º de Ulanos y 2º Regimiento de Caballería Ligera estuvieron ocupados de capturar los restos de la derrotada 44.º y la 58.º División de Fusileros Soviética.

## Resultado
La incursión fue un completo éxito de los polacos. La División de Caballería consiguió golpear por el flanco detrás de la retaguardia soviética del 12º ejército, prorrumpiendo por el ala sur y separándolos del 14.º Ejército Soviético. Además, los soviéticos perdieron completamente la 44.º División de Fusileros y la 1.º Brigada de Fusileros de la 58.º División de Fusileros soviética.
Con la captura de Koziatyn, las fuerzas polacas tomaron uno de los más importantes nudos ferroviarios en la zona y el depósito de suministro de todo el ejército soviético. Además, los polacos tomaron casi 8000 prisioneros soviéticos, 500 caballos, 200 carretas, 120 locomotoras (25% listas para ser usadas), sobre 3000 vagones de tren, 30 piezas de artillería, un tren blindado y 7 trenes hospital completos. Además de eso, el botín incluyó 170 ametralladoras, varias docenas de vehículos y una gran cantidad de material de guerra y suministros. Entre lo más pintoresco capturado en el depósito, se encontró un camello que fue capturado por el 14.º Regimiento de Ulanos. Los soldados en principio querían quedarse el animal como mascota, pero finalmente se decidió entregarlo al Zoo de Varsovia como regalo.